# William Charles Schroeder
William Charles Schroeder (1895–1977) foi um ictiólogo estadunidense. Nascido em Staten Island, Nova Iorque, ele colaborou extensivamente com seu colega de longa data Henry Bryant Bigelow [en], contribuindo significativamente para o conhecimento da fauna de peixes do oeste do Oceano Atlântico. Juntos, eles descreveram 42 novas espécies de peixes sem mandíbulas e peixes cartilaginosos, além de serem autores de importantes publicações, como Fishes of the Western North Atlantic e Fishes of the Gulf of Maine.

## Legado
- Uma espécie de lagarto chileno, Liolaemus schroederi [en], foi nomeada em sua homenagem.
- Um gênero de tubarões-gato, Schroederichthys [en], também recebeu seu nome em reconhecimento.[2]